# Adriaan Pelt
Adrianus Pelt, noto semplicemente come Adrian o Adriaan Pelt (Koog aan de Zaan, 8 maggio 1892 – Hermance, 11 aprile 1981), è stato un giornalista e diplomatico olandese.

## Biografia
Nacque a Koog aan de Zaan, nell'Olanda Settentrionale, l'8 maggio 1892 da Marinus Adrianus Pelt, ingegnere meccanico, e Dorothea Johana Endt. Studiò presso la Zaandamse Hogere Burgerschool di Zaandam e iniziò la sua carriera come giornalista nel 1909, divenendo poi collaboratore straniero dello Nieuwsblad voor Nederland da Londra nel 1915 e poi da Parigi nel 1916 per i giornali Het Nieuws van den Dag e De Telegraaf; sempre a Parigi ha frequentato tra il 1916 e il 1919 l'Istituto di studi politici.
Entrò a far parte dello staff della Società delle Nazioni nel 1920 come impiegato del settore informazioni del Segretario generale e fu direttore del servizio stampa della delegazione austriaca della Società delle Nazioni, retta dal sindaco di Rotterdam Alfred Rudolph Zimmerman. Durante la seconda guerra mondiale si occupò del servizio informativo del governo olandese in esilio a Londra.
Fu delegato dei Paesi Bassi alla conferenza di San Francisco del 1945 per la creazione dell'Organizzazione delle Nazioni Unite, all'interno della quale entrò ufficialmente nel 1946, occupandosi prevalentemente del trasferimento di informazioni dagli archivi della Società delle Nazioni inerenti attività e funzioni ereditate dall'ONU.
Nel 1949 fu nominato alto rappresentante dell'ONU in Libia con l'incarico di formare un nuovo stato che unisse Cirenaica, Fezzan e Tripolitania (colonie italiane fino alla seconda guerra mondiale, passate poi sotto l'amministrazione alleata), dotato di un proprio ordinamento unitario e di una costituzione scelta dal popolo libico. Il suo operato contribuì alla creazione del Regno Unito di Libia nel 1951, retto da re Idris fino al colpo di Stato del 1969, e alla stesura della prima costituzione libica, ricevendo il soprannome di "viceré della Libia". Sulla sua esperienza in Libia pubblicò nel 1970, con la Yale University Press, un libro intitolato: Libyan independence and the united Nations; a case of planned decolonization.
Dal 1952 fu direttore dell'Ufficio europeo delle Nazioni Unite, rimanendo in carica fino al suo pensionamento nel 1957.
Morì l'11 aprile 1981 a Hermance, nel Canton Ginevra in Svizzera.

## Opere
- (EN) Libyan independence and the United Nations; a case of planned decolonization, New Haven, Yale University Press, 1970, ISBN 0-300-01216-0.